# Генеральна округа Сталіно
Генера́льна окру́га Ста́ліно (нім. Generalbezirk Stalino) — адміністративно-територіальна одиниця, яку Третій Райх планував утворити у складі Райхскомісаріату Україна на території тогочасних Сталінської та Ворошиловградської областей Української РСР під час Німецько-радянської війни.

## Адміністративно-територіальний поділ
У разі створення генеральна округа Сталіно налічувала б 27 нижченазваних ґебітів (округ):
- Сталінський міський ґебіт (нім. Kreisgebiet Stalino-Stadt)
- Макіївський міський ґебіт (Kreisgebiet Makejewka-Stadt)
- Горлівський міський ґебіт (Kreisgebiet Gorlowka-Stadt)
- Костянтинівський міський ґебіт (Kreisgebiet Konstatinowka-Stadt)
- Краматорський міський ґебіт (Kreisgebiet Kramatorsk-Stadt)
- Орджонікідзевський міський ґебіт (Kreisgebiet Ordshonikidse-Stadt)
- Ворошиловградський міський ґебіт (Kreisgebiet Woroschilowgrad-Stadt)
- Мангуський ґебіт (Kreisgebiet Mangusch)
- Волноваський ґебіт (Kreisgebiet Wolnowacha)
- Ольгинський ґебіт (Kreisgebiet Olginka)
- Донецький ґебіт (Kreisgebiet Donezko)
- Чистяківський ґебіт (Kreisgebiet Tschistjakowo)
- Орджонікідзевський ґебіт (Kreisgebiet Ordshonikidse)
- Красноармійський ґебіт (Kreisgebiet Krassnoarmejskoje)
- Добропільський ґебіт (Kreisgebiet Dobropolje)
- Мар'їнський ґебіт (Kreisgebiet Marjinka)
- Костянтинівський ґебіт (Kreisgebiet Konstantinowka)
- Слов'янський ґебіт (Kreisgebiet Sslawjansk)
- Ровеньківський ґебіт (Kreisgebiet Rowenki)
- Краснодонський ґебіт (Kreisgebiet Krassnodon)
- Станично-Луганський ґебіт (Kreisgebiet Stanitschno-Luganskoje)
- Лисичанський ґебіт (Kreisgebiet Lissitschansk)
- Новоайдарський ґебіт (Kreisgebiet Nowo-Adjar)
- Біловодський ґебіт (Kreisgebiet Belowodsk)
- Старобільський ґебіт (Kreisgebiet Starobelsk)
- Сватівський ґебіт (Kreisgebiet Sswatowo)
- Троїцький ґебіт (Kreisgebiet Troizkoje)